# Tonis puri
Tonis puri (georgiska: თონის პური) är ett georgiskt bröd, bakad i ett speciellt bageri kallat tonis på gammalgeorgiska. Brödet serveras som andra typer av bröd men det tenderar vara speciellt populärt under helgdagar som påsk, jul, nyårsafton samt vid födelsedagar och bröllop.